# Premio Oscar postumo
Il Premio Oscar postumo è un riconoscimento cinematografico statunitense e di tutto il mondo del cinema assegnato ad un artista scomparso qualche tempo prima.

## Vincitori
- Sidney Howard, vincitore di un premio Oscar per la sceneggiatura del film Via col vento nel 1939.
- Peter Finch, vincendo il premio Oscar al miglior attore in Quinto potere (1976).
- Howard Ashman, vince il suo secondo Oscar, dopo la scomparsa nel 1991, i suoi ultimi lavori furono la creazione delle parole delle canzoni per i film La bella e la bestia (1991).
- Conrad Hall, per la migliore fotografia nel film Era mio padre (2002).
- Heath Ledger, vincendo il premio Oscar al miglior attore non protagonista ne Il cavaliere oscuro (2008), dove aveva interpretato il personaggio di Joker.

## Nominati
- James Dean fu candidato come miglior attore protagonista nel 1956 per il film La valle dell'Eden e poi nel 1957 per il film Il gigante.
- Bernard Herrmann, nel 1977 ricevette una doppia nomination postuma per le colonne sonore per i film Obsession - Complesso di colpa e Taxi Driver.
- Massimo Troisi, candidato all'Oscar postumo come attore protagonista e come sceneggiatore per Il postino nel 1996.
- Chadwick Boseman, candidato come migliore attore protagonista nel 2021, per il film Ma Rainey's Black Bottom.